# صالح مجدي بك
صالح مجدي بك (1826 ـ 1881) أديب وشاعر ومترجم مصري، من تلاميذ رفاعة الطهطاوي.

## حياته
ولد محمد بن صالح بن أحمد بن الشريف مجد الدين في قرية أبو رجوان من مديرية الجيزة (تتبع مركز البدرشين حاليًا) سنة 1242 هـ (1826 م)، وتلقى تعليمه في كتاب القرية، ثم التحق سنة 1826 بمدرسة الألسن بالأزبكية، فتلقى العلوم العربية واللغة الفرنسية، وألحقه أستاذه رفاعة الطهطاوي وهو في السادسة عشرة من عمره بقلم الترجمة، ثم عهد إليه بتدريس اللغتين العربية والفرنسية في المهندسخانة الخديوية، وعُهد إليه بتعريب عدة كتب علمية، فعرّب منها كتبًا في رسم الأمكنة والطبقات الجيولوجية والميكانيكا والحساب والجبر والهندسة والفلك والفنون الحربية كبناء الحصون ورمي القنابل، كما أسهم مع عدد من المترجمين في ترجمة قوانين نابليون (القانون الفرنسي).
تولى صالح مجدي رئاسة الترجمة، وجعله إسماعيل باشا في المعية السنية وولاه مناصب أخرى، وكان آخر ما تولاه قضاء القاهرة فظل فيه إلى وفاته.

## من مؤلفاته وكتاباته

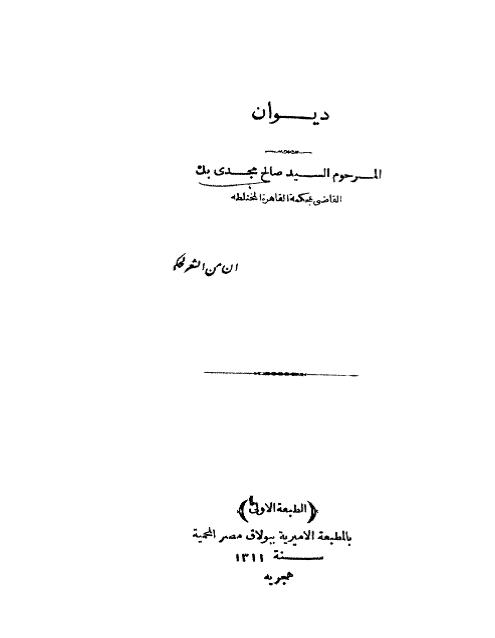
غلاف ديوان صالح مجدي بك

- مقالات اجتماعية وسياسية وأدبية نشرها في جرائد مصر كروضة المدارس والوقائع المصرية[2]
- مطول لتاريخ مصر، ألفه مع علي باشا مبارك.[2]
- حلية الزمن بمناقب خادم الوطن: وهو كتاب في سيرة رفاعة الطهطاوي. حققه جمال الدين الشيال، ونشرته مطبعة الحلبي بمصر سنة 1958.[1]
- ديوان صالح مجدي، مطبعة بولاق بالقاهرة 1312 هـ/1893 م. (جمعه ابنه وطبع بعد رحيله).[1][2]

## أعمال مترجمة
- تاريخ انتشار المغول
- جداول المهندسين
- تطبيق الهندسة على الكيمياء
- شارك في ترجمة القوانين الفرنسية المعروفة باسم «كود نابليون» إلى العربية

## شعره
نظم صالح مجدي الشعر في الأغراض التقليدية، وخاصة المدح والغزل، كما كتب القصيدة الوطنية والأناشيد الحماسية.

## وفاته
توفي صالح مجدي بك في القاهرة سنة 1298 هـ (1881 م)، وذلك إثر إصابته بمرض عضال، سجَّل معاناته منه في واحدة من أواخر قصائده.